# Hibernia Basketball
Maillots
Hibernia Basketball était une équipe irlandaise de basket-ball, créée par le basketball irlandais en 2015. Elle a participé à la Coupe d'Europe FIBA 2015-2016. Cette équipe regroupait les meilleurs joueurs de la Premier League irlandaise. Elle est basée à Tallaght (Sud de Dublin) et évoluait à la National Basketball Arena (2 500 places).

## Résultat en Coupe d'Europe

### Coupe d'Europe FIBA 2015-2016

#### Groupe F
| Rang | Équipe                 | Pts | J | G | P | Pp  | Pc  | Diff |  | Résultats (dom.\ext.)  |        |       |        |        |
| ---- | ---------------------- | --- | - | - | - | --- | --- | ---- |  | ---------------------- | ------ | ----- | ------ | ------ |
| 1    | Bakken Bears           | 12  | 6 | 6 | 0 | 485 | 398 | 87   |  | ČEZ Basketball Nymburk |        | 64-66 | 103-81 | 106-45 |
| 2    | ČEZ Basketball Nymburk | 10  | 6 | 4 | 2 | 543 | 375 | 168  |  | Bakken Bears           | 82-79  |       | 72-68  | 96-60  |
| 3    | Tajfun                 | 8   | 6 | 2 | 4 | 440 | 452 | -12  |  | Tajfun                 | 56-70  | 60-79 |        | 82-55  |
| 4    | Hibernia Basketball    | 6   | 6 | 0 | 6 | 345 | 588 | -243 |  | Hibernia Basketball    | 45-121 | 67-90 | 73-93  |        |

- Qualification pour le Last 32
- Éliminé